# 2 Pułk Ułanów (Królestwo Kongresowe)

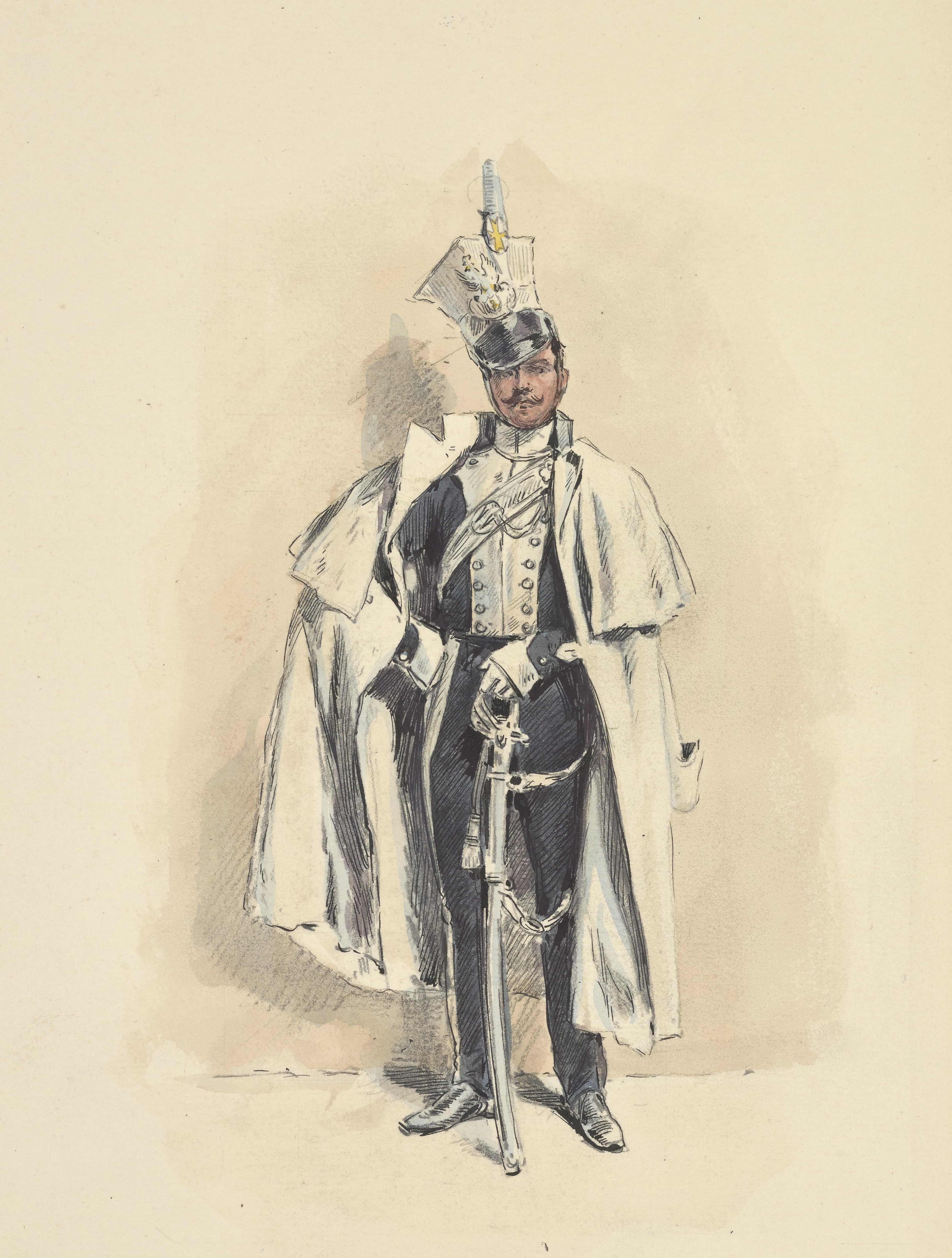
Oficer 2 pułku ułanów na akwareli Bronisława Gembarzewskiego

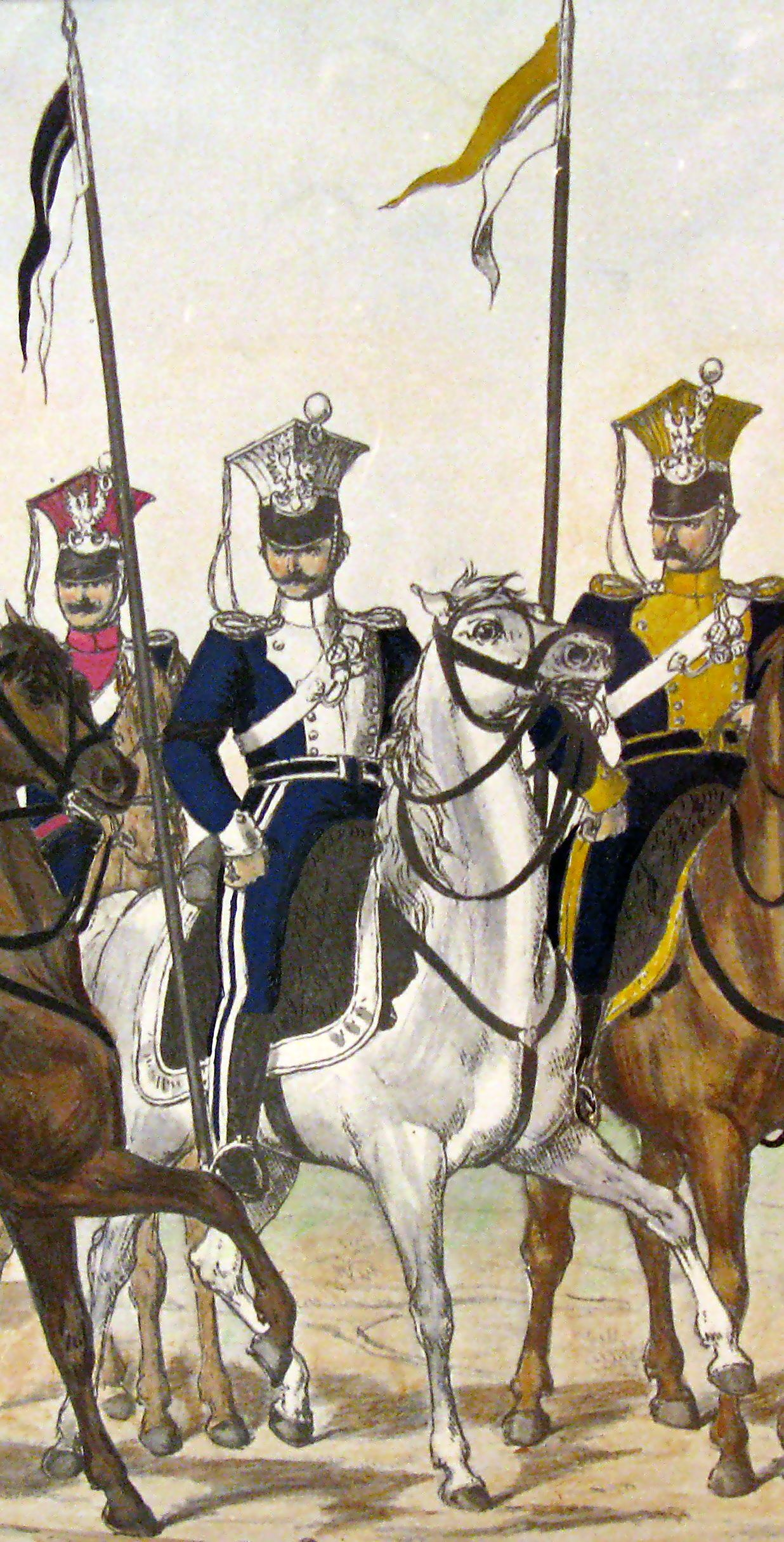
Ułan 2 p.uł. w czasie powstania listopadowego

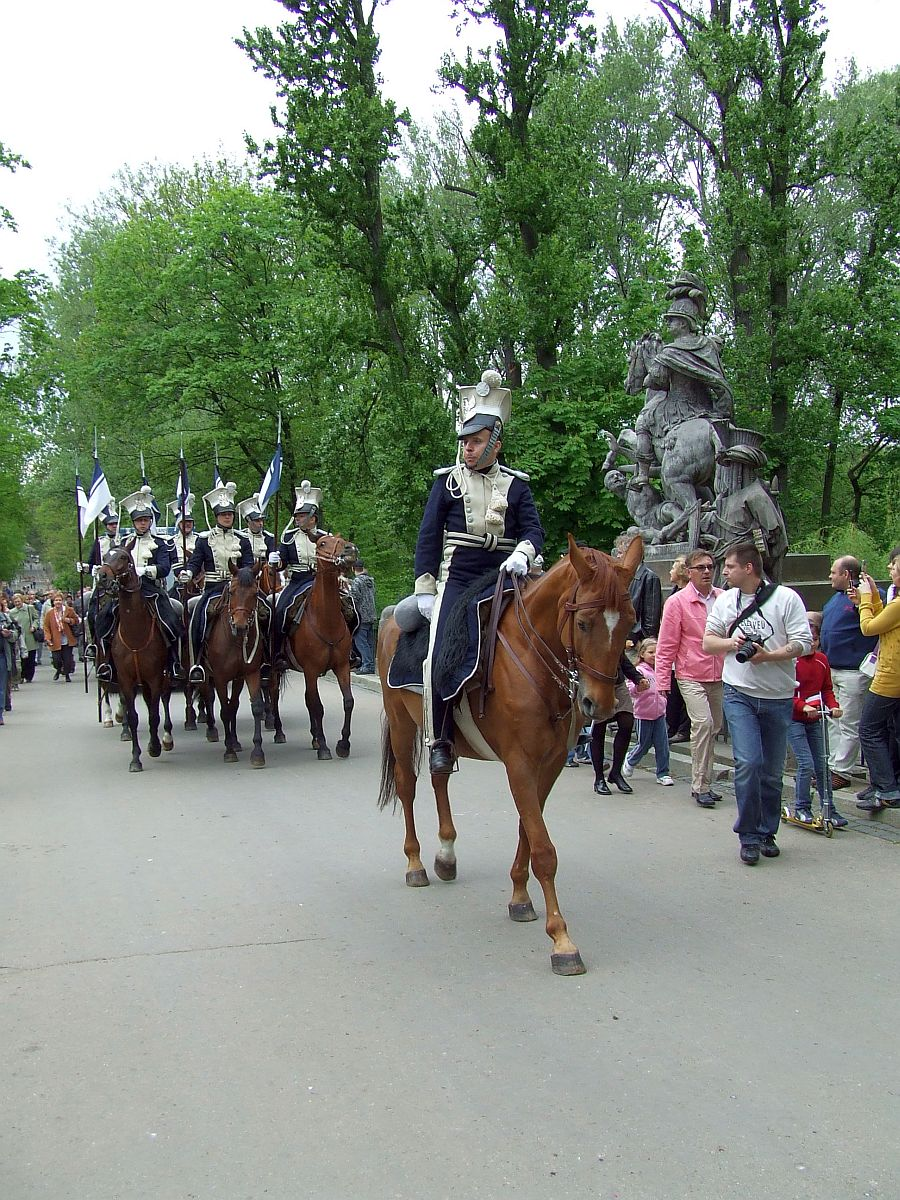
2 pułk ułanów Królestwa Kongresowego, parada z okazji święta 3 maja w Łazienkach

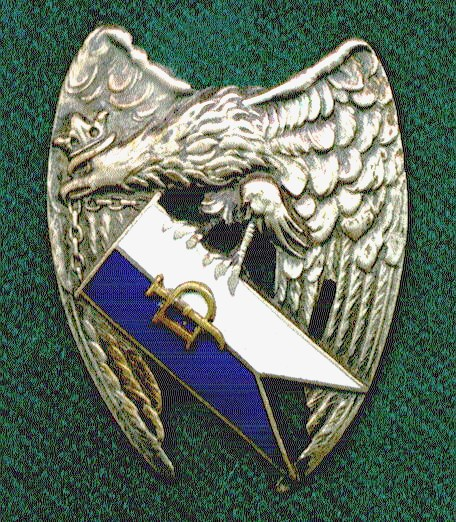
Tradycje pułku w II RP kontynuował 2 pułk Ułanów Grochowskich

2 Pułk Ułanów – oddział jazdy Wojska Polskiego Królestwa Kongresowego. 

## Formowanie i zmiany organizacyjne
Sformowany w 1815 z 6 Pułku Ułanów Księstwa Warszawskiego. Składał się z czterech szwadronów i piątego rezerwowego. Szwadrony pierwszy i drugi stanowiły 1 dywizjon, a trzeci i czwarty wchodziły w skład 2 dywizjonu. Szwadron dzielił się na dwa półszwadrony, każdy półszwadron na dwa plutony, każdy pluton na półplutony czyli sekcje. Pluton dzielił się także na oddziały, czyli trójki, po trzy roty każdy.
Wchodził w skład 2 brygady Dywizji Ułanów Królestwa Kongresowego. 
Stanowisko: województwo podlaskie i lubelskie.

## Ubiór
Barwą pułku był kolor biały.
Kurtka ułańska granatowa z wyłogami i wypustkami i kołnierzem barwy białej.
Czapka barwy białej. Na kokardach przy czapkach oficerowie nosili złocone krzyże kawalerskie.
Kołnierze na surdutach, lejbikach i płaszczach barwy białej. Na guzikach i na czapkach  numer 2.

Chorągiewki ułanów koloru biało-granatowego.

Według Rocznika Woyskowego na rok 1827 chorągiewki granatowo-białe, z wąskim paskiem biało-granatowym.

## Konie
Pułk posiadał konie siwe.
- 1 szwadron –  konie białe
- 2 szwadron – konie siwe, ogony i grzywy siwe
- 3 szwadron – konie siwe, ogony i grzywy mogły być czarne
- 4 szwadron – konie siwe różne, w tym konie z hreczką
- trębacze – konie siwo-srokate

Konie żołnierskie miały ogony obcięte do kolon i przerywane. Konie oficerskie – anglizowane.

## Miejsce dyslokacji w 1830
- sztab – Krasnystaw
- 1 szwadron – Krasnystaw
- 2 szwadron – Krasnystaw
- 3 szwadron - Uchanie
- 4 szwadron – Hrubieszów
- rezerwa – Sokołów

## Żołnierze pułku
Pułkiem dowodzili:
- płk Józef Dwernicki
- płk Stefan Ziemięcki (od 1830 do 26 lutego 1831),
- ppłk Michał Mycielski (od 26 lutego 1831; od 13 kwietnia pułkownik),
- ppłk Kacper Korytkowski (8 lipca 1831).

## Walki pułku
Pułk brał udział w walkach w czasie powstania listopadowego.
Bitwy i potyczki:
- Zakrzew, Stoczek (14 lutego)
- Dobre, Długa Kościelna (17 lutego)
- Wawer (19 lutego)
- Grochów (25 lutego)
- Kurów, Wawer (3 marca)
- Dębe Wielkie (1 kwietnia)
- Górzno (3 kwietnia)
- Domanice, Iganie (10 kwietnia)
- Poryck (11 kwietnia)
- Boreml (19 kwietnia)
- Mińsk (26 kwietnia)
- Rudki (20 maja)
- Ałotoryja (21 maja)
- Ostrołęka (26 maja)
- Drobin (13 lipca)
- Krynki (28 sierpnia)
- Międzyrzecz (29 sierpnia)
- Brześć (31 sierpnia)

Za walki pułk otrzymał 1 krzyż kawalerski, 32 złote i 32 srebrne.